# Иштван Геци
Иштван Геци (мађ. Géczi István; Шајоереш, 16. март 1944 — Будимпешта, 10. септембар 2018) је био мађарски фудбалски голман, репрезентативац, који је играо за Ференцварош.

## Каријера

### Клуб
У периоду од 1962. до 1975. бранио је за Ференцварош Одиграо је укупно 309 утакмица у клубу и то је био једини клуб за који је играо.

### Репрезентација
Освојио је сребрну медаљу у фудбалу на Летњим олимпијским играма 1972. а такође је учествовао на Светском првенству у фудбалу 1966. и био је члан тима Европског првенства на фајнал-фору у Белгији. Између 1964. и 1974. године бранио је 23 пута у репрезентацији Мађарске.

### Тренер
Између 1975. и 1980. године био је шеф голманске школе ФТК-а. Од 1978. године био је тренер голмана првог тима и тренер резервног тима. Године 1977. тренирао је са младим голманима на терену Фрадија, када се повредио због фаталног удеса приликом скока. Задобио је три тешке унутрашње повреде, од којих је једна могла бити смртоносна. Данима је био у животној опасности, али је захваљујући пажљивом третману враћен у живот.